# Segundo gobierno de Michelle Bachelet
El segundo gobierno de la presidenta Michelle Bachelet se inició el 11 de marzo de 2014, tras su victoria en la segunda vuelta de la elección presidencial de Chile de 2013. Su mandato se extendió hasta el día 11 de marzo de 2018, fecha en la que se produjo la investidura de su sucesor, Sebastián Piñera Echenique.

## Presidencia

### Ceremonia de cambio de mando

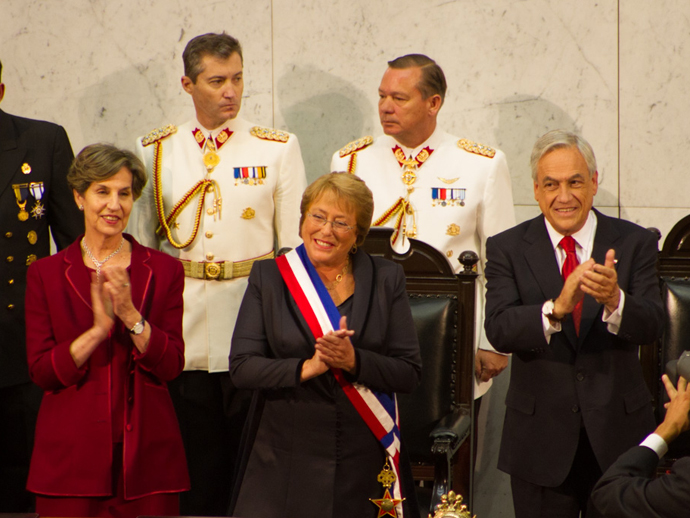
Michelle Bachelet en la ceremonia de cambio de mando de 2014.

El 11 de marzo de 2014 se realizó la ceremonia de trasmisión del mando ante el Congreso Pleno en Valparaíso, donde prestó la promesa de rigor, e iniciando de inmediato sus funciones.

### Primeros 100 días
Después de asumir la presidencia, al día siguiente firmó un proyecto de ley para la entrega de dos bonos a las familias más pobres; tres días después el 14 de marzo anunció un decreto que crea el Consejo de la Infancia y la Adolescencia, que busca resguardar los derechos de la infancia y la adolescencia, cumpliendo con dos de sus promesas de campaña en menos de 3 días.
En su primera semana de mandato, Bachelet tuvo que afrontar la renuncia de 10 autoridades de gobierno, 4 gobernadores, 4 subsecretarios, y 2 seremis. El 19 de marzo designó a cuatro nuevos embajadores ante la ONU, la OEA y otros organismos internacionales: Cristián Barros, Juan Pablo Lira, Marta Maurás y Gloria Navarrete. Ese mismo día el Senado aprobó el “Bono Marzo permanente”, obteniendo así la aprobación de la primera ley de su mandato.
El 17 de marzo, el gobierno decidió retirar del Congreso la llamada «ley Monsanto», que había sido presentado por Bachelet, durante su primer mandato, marcando el fin de este polémico proyecto de ley.
El 21 de marzo se organizó la denominada «Marcha de todas las marchas», movilización que perseguía la creación de una nueva Constitución y una serie de otras demandas.
El 23 de marzo Michelle Bachelet asistió al Te Deum Evangélico, como parte del tradicional servicio de acción de gracias por la patria, oficiado por la iglesia evangélica chilena.
El 24 de marzo Bachelet anunció el retiro del Congreso de tres proyectos de leyes de cambios al modelo educativo, introducidas por la administración de su antecesor, Sebastián Piñera, a meses de lanzar su prometida reforma por una educación pública gratuita, y acudió al Centro de Salud Familiar (Cesfam) de Peñalolén, con el objetivo de revisar el desarrollo la campaña de vacunación contra la influenza.
El 25 de marzo Bachelet inauguró la XVIII versión de la Feria Internacional del Aire y del Espacio, Fidae 2014.
El 26 de marzo, Bachelet inspeccionó en Santiago la construcción de un túnel en Costanera Norte con Autopista Central, construcción que fue encargada durante su primer gobierno, en el marco del llamado "programa centro oriente etapa I".
El 27 de marzo Bachelet firmó en el Patio de los Naranjos del Palacio de La Moneda un proyecto de ley que busca crear el Ministerio de la Mujer y Equidad de Género, que fue enviado al congreso, cumpliendo así otro de sus compromisos de campaña, y nombra a la exministra Claudia Serrano como nueva embajadora ante la Organización para la Cooperación y el Desarrollo (OCDE).
El 28 de marzo Bachelet designó a Reinaldo Ruiz Valdés, quien fue subsecretario de Agricultura entre 2008 y 2010, como Delegado Presidencial para los Recursos Hídricos, y supervisó la entrega del “Bono Marzo” en la sucursal de la caja de compensación Los Héroes en la calle Merced (Santiago). Ese día se sacó una comentada selfie con unos periodistas argentinos.

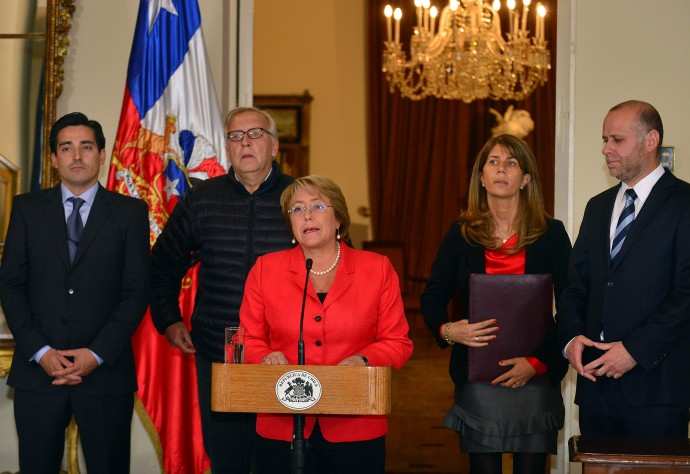
Michelle Bachelet, en compañía de los ministros del Interior, Defensa, Segpres y Segegob, decreta Estado de Catástrofe en las regiones de Arica y Parinacota y Tarapacá, durante la madrugada del 2 de abril de 2014.

El 31 de marzo Michelle Bachelet presentó su Reforma Tributaria, y firmó el proyecto que la concretaría, eliminando el FUT y elevando el impuesto a empresas, y cerca de las 21:00 horas, informó de ella a la ciudadanía mediante cadena nacional. Por último, ese día recibió en el Palacio de La Moneda a los medallistas chilenos parasuramericanos, donde destacó la labor de los deportistas.
El 1 de abril ocurrió un terremoto de 8,2 grados de magnitud, que afectó a las regiones de Arica y Parinacota, Tarapacá y Antofagasta —en Chile— y al departamento de Tacna —en Perú—, ante lo cual Michelle Bachelet declaró estado de emergencia 5 horas después de haber ocurrido el hecho, y viajó a Iquique y a Arica, produciéndose durante su gira una réplica de 7,4 grados, razón por la cual debió ser evacuada de la ciudad de Arica.
El 5 de abril Michelle Bachelet se reunió con los ministros argentinos Héctor Timerman y Julio de Vido en Santiago tras un encuentro entre funcionarios de ambos países.
El 7 de abril Michelle Bachelet firmó un decreto que creó la comisión asesora presidencial para la descentralización y el desarrollo regional. Entre los integrantes de la comisión -que incluye académicos, gobernadores, alcaldes y cores- destacan el exministro Francisco Vidal, el exintendente de la región del Biobío, Jaime Tohá, y el excandidato presidencial Ricardo Israel (PRI).
El 9 de abril Michelle Bachelet se reunió con representantes del sector opositor, entre ellos, la directiva de Renovación Nacional y posteriormente con parlamentarios de Amplitud.

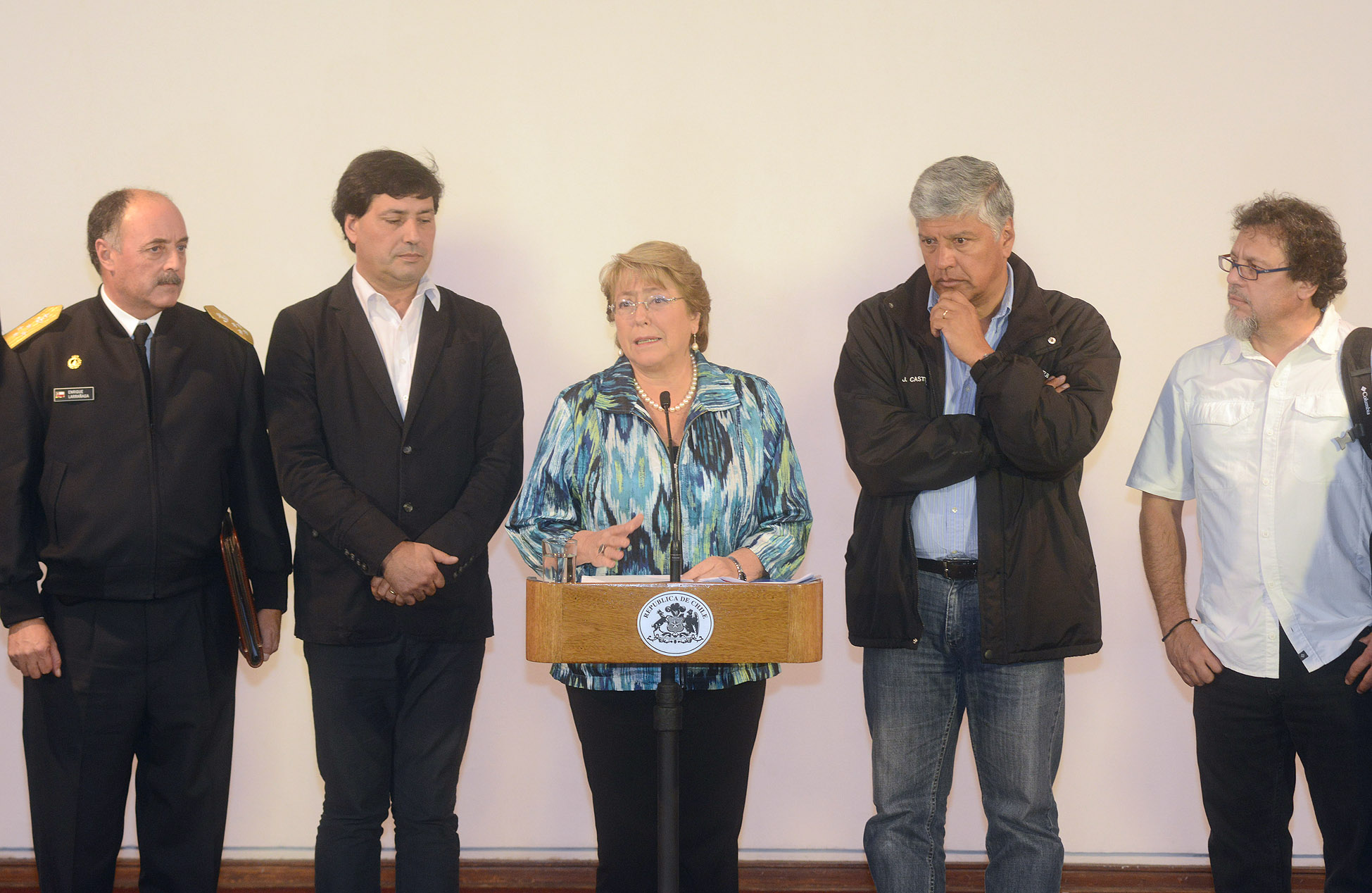
La presidenta Michelle Bachelet realizando declaraciones ante el estado de catástrofe decretado en Valparaíso.

El 10 de abril Michelle Bachelet dio a conocer en la Región de O'Higgins la medida que da cumplimiento a la iniciativa número 44 de las 56 medidas para los primeros 100 días de gobierno, la que beneficia a 30 mil productores agrícolas, entre los que se cuentan más de 27 mil deudores históricos del Instituto de Desarrollo Agropecuario (Indap).
El 12 de abril comenzó un Incendio en Valparaíso con llamas que empezaron a las 16:45 horas. Michelle Bachelet declara Estado de Excepción Constitucional en Valparaíso por macroincendio más tarde de haber ocurrido el hecho. Y se anuncia después en el gobierno la entrega de un Bono de Ropa de 200 mil pesos para víctimas de incendio en Valparaíso, esto transcurría un día después de este hecho.
El 16 de abril Michelle Bachelet anunció un “bono enseres”, de un 1 millón de pesos a las personas que perdieron sus casas y todas sus pertenencias en el incendio que afectó a los cerros de Valparaíso. Ese mismo día Michelle Bachelet designó a Pedro Ramírez Ceballos como embajador de Chile en Venezuela.
El 17 de abril Michelle Bachelet designó a 3 delegados presidenciales para la reconstrucción en las regiones afectadas por los terremotos e incendios. Ellos son Dante Pancani Corvalán (Región de Arica y Parinacota), el sociólogo Julio Ruiz Fernández (Región de Tarapacá) y el abogado Andrés Silva Gálvez (Valparaíso).
El 21 de abril Michelle Bachelet envió una serie de indicaciones al Congreso Nacional, para que sean incluidas en el proyecto de ley que busca introducir cambios en el Multirut de las empresas. Esta fue una de las 56 medidas que definió el gobierno.
EL 23 de abril Michelle Bachelet firma un proyecto de cambio al binominal aumentando los cupos senatoriales de 38 a 50 y de 120 a 155 en los diputados, y junto a esto la propuesta incluyó además una ley de cuotas que estableció una cuota de género. Ese mismo día Michelle Bachelet anunció Wi-Fi gratuito en todas las bibliotecas públicas en la comuna de Lo Prado, donde también inauguró la Biblioteca Municipal "Gabriel García Márquez", cuyo nombre es un homenaje al legado del fallecido escritor colombiano.
El 24 de abril Michelle Bachelet designa a Eduardo Frei como embajador especial para Asia-Pacífico.
El 25 de abril Michelle Bachelet hace otras designaciones. Como embajador de Guatemala, Domingo Namuncura Serrano, para Paraguay Alejandro Bahamondes y por la República Popular China, Jorge Heine Lorenzen. Ese mismo día Michelle Bachelet firma una medida que aumento en seis mil las plazas de Carabineros, medida que busca ir en el trabajo para la seguridad ciudadana. Esta medida que firmó fue la número 21, de las 50 prometidas para sus primeros 100 días de gobierno. También ese día se reúne con el vicepresidente y primer ministro de los Emiratos Árabes Unidos (EAU), jeque Mohammed Bin Rashid al Maktoum, durante una reunión en el Palacio de la Moneda, en Santiago de Chile (Chile). Ese día ambos suscribieron un acuerdo que eliminó la doble tributación en transporte aéreo y marítimo internacional.
El 27 de abril Michelle Bachelet encabezó la conmemoración del 87.º aniversario de la institución de Carabineros de Chile, creada en 1927.
El 28 de abril Michelle Bachelet anuncio un bono de invierno para adultos mayores que consistió en un pago de 51 mil 975 pesos y fue entregado a contar de dos días después el 30 de abril. Ese mismo día el gobierno lanzó una ofensiva audiovisual ante críticas a la reforma tributaria a través de un breve vídeo publicado en el sitio web oficial del Gobierno.
El 29 de abril Michelle Bachelet impulsó la revisión del sistema de pensiones, firmando un decreto que crea una comisión encargada de revisar dicho sistema.
El 30 de abril en un acto en el Salón O'Higgins del Palacio de la Moneda, Michelle Bachelet firmó el decreto promulgatorio de la reforma constitucional que reguló y facultó el derecho a voto de los ciudadanos chilenos que se encuentren fuera del país. Ese día también firmó un conjunto de indicaciones al proyecto de ley que modifica las condiciones laborales de los trabajadores y trabajadoras de casas particulares. Y recibió en el Palacio de La Moneda también aquel día al canciller de Rusia, Serguéi Lavrov, en el marco de una rápida gira por Latinoamérica.
El 5 de mayo Michelle Bachelet firmó su primer proyecto de ley de su gobierno en materia de educación, que crea la figura de un administrador provisional de universidades en crisis para garantizar la continuidad de clases para sus alumnos.
El 8 de mayo ocurre la primera marcha estudiantil nacional, que terminó con incidentes aislados. Ese mismo día Michelle Bachelet se reunió en Chile con Nadine Heredia, la que se efectuó con motivo de la visita a ella al país, para participar en una conferencia de la Organización de las Naciones Unidas para la Alimentación y Agricultura (FAO). También ese día anunció unos estudios de factibilidad para la extensión de la Línea 2 y 3 del metro. La Línea 3 del tren subterráneo hacia la zona norte de Santiago está prevista que esté operativa en 2018.
El 9 de mayo Michelle Bachelet sorprendió al aparecer cargando un cartel donde exige la libertad de las más de 200 estudiantes nigerianas que fueron secuestradas; sin embargo, la imagen no tardó en convertirse en fuente de inspiración para las redes sociales, especialmente Twitter.
El 13 de mayo Michelle Bachelet confirmó la creación de 15 centros de acogida para adultos mayores que estarán listos en 2016. Estos estarán ubicados en las regiones de Arica y Parinacota, Tarapacá, Atacama, Coquimbo, Valparaíso, O´Higgins, Los Ríos, Aysén y Metropolitana.
El 14 de mayo es aprobado por el Congreso en Valparaíso la Reforma Tributaria, Michelle Bachelet envió al día siguiente sus felicitaciones a los diputados de la Nueva Mayoría que estaban presentes.
El 15 de mayo Michelle Bachelet presentó una agenda de energía que afirmó permitirá evitar alzas de hasta 34 por ciento en las cuentas de la luz durante la próxima década. En el marco de la demanda marítima presentada por Bolivia ante La Haya, Michelle Bachelet se reunió con los exmandatarios Patricio Aylwin (1990-1994), Eduardo Frei Ruiz-Tagle (1994-2000), Ricardo Lagos (2000-2006) y Sebastián Piñera (2010-2014), quienes coincidieron que se trata de un “tema de Estado”. Ese mismo día Michelle Bachelet nombró a nuevos Embajadores de Chile en Italia, Argelia y Panamá.
El 16 de mayo Michelle Bachelet presentó sus planes para la creatividad y el crecimiento y presentó un programa de salud para jefas de hogar “Más sonrisas para Chile”. De cara al 21 de mayo Michelle Bachelet convocó ese día un consejo de gabinete. Esto para afinar los detalles de su primera cuenta pública al país.
El 21 de mayo Michelle Bachelet da su primera cuenta anual de su segundo periodo presidencial en poco más de dos horas en la cual se refirió a la educación, Reforma Tributaria, salud, nuevo censo de 2017, entre otros temas. Y entre lo cual anuncia que las aguas de Chile deben ser bien nacional de uso público, su intención de despenalizar el aborto terapéutico, la creación de una Administradora de Fondos de Pensiones (AFP) que será administrada por el Estado, e insistió en la necesidad de abogar por la igualdad en los sueldos entre hombres y mujeres en un mismo rango.
El 23 de mayo Michelle Bachelet anuncia la creación de 15 Centros de Creación y Desarrollo Artístico Infantil y Juvenil, el cumplimiento de esta medida fueron unas ciudades elegidas para su puesta en marcha. Estas son Arica, Iquique, Calama, Vallenar, La Serena, La Ligua, San Joaquín, San Vicente de Tagua Tagua, Linares, Los Ángeles, Temuco, Castro, Valdivia, Coyhaique y Punta Arenas.
El 25 de mayo Michelle Bachelet presentó en Santiago el programa de Revitalización de Barrios. La iniciativa también contempló a la infraestructura patrimonial emblemática del país. Con conmemoración del Día Del Patrimonio Nacional Michelle Bachelet guía un recorrido a través de las dependencias del palacio de La Moneda a un grupo de visitantes.
El 27 de mayo Michelle Bachelet presentó el Plan de Desarrollo para Territorios Rezagados en la comuna de Combarbalá cuyo objetivo es mejorar el sistema de agua potable para las zonas rurales y medidas concretas para enfrentar la sequía que aquejaba.
El 29 de mayo Michelle Bachelet anuncio la inversión de casi US$ 1 000 millones para mejorar el Transantiago.
El 2 de junio Michelle Bachelet, firmó un proyecto de ley que fortalece la institucionalidad del Servicio Nacional del Consumidor (Sernac) y que tiene como objetivo principal dotar a la institución de facultades que permitan fiscalizar, sancionar y elaborar normativas para enfrentar las desigualdades del mercado.
El 3 de junio Michelle Bachelet despide a la Roja, diciendo las siguientes palabras: "Es un gran desafío, pero tienen talento de sobra". En el complejo Juan Pinto Durán días antes del Mundial de Brasil 2014.
El 4 de junio Michelle Bachelet firmó en el Maule unos convenios para crear 5 Centros de Formación Técnica (CFT) en cinco regiones del país.
El 5 de junio Michelle Bachelet se trasladó hasta el sector Llano de Llampos, en Copiapó donde inauguró la mayor planta solar fotovoltaica de América Latina hasta ese entonces, el “Amanecer Solar Cap”.
El 6 de junio Michelle Bachelet anunció la creación de 203 nuevos barrios que se sumarán al programa "Quiero mi barrio", también fueron incluidos tres sectores de Valparaíso que se vieron afectados por el incendio del 12 de abril pasado.
El 7 de junio Michelle Bachelet anunció la restitución del derecho a la atención gratuita de salud a través de la modalidad institucional de Fonasa para los dirigentes sociales y vecinales, beneficio que se había suspendido en 2010. Ese mismo día Michelle Bachelet anunció y se implementó un programa de tenencia responsable de mascotas, que fija un reglamento para el control reproductivo de animales de compañía y campañas de vacunación y desparasitación, que durará hasta 2017.
El 9 de junio Michelle Bachelet firmó un decreto que declara zona de catástrofe en las provincias de Llanquihue, Chiloé y Osorno, debido a la emergencia agrícola en 14 municipios de la región La Araucanía, ante un fuerte temporal que lo aquejaba.
El 10 de junio Michelle Bachelet firmó decreto que crea a la Comisión Asesora Pro Movilidad Urbana, formada por académicos, especialistas y alcaldes. Una iniciativa que tiene como objetivo entregar propuestas para mejorar la red vial en todo el país.
El 11 de junio Michelle Bachelet firmó el decreto que constituye comisión técnica del litio para fomentar su exploración y explotación, esta política pública busca mejorar el sistema de concesiones mineras para fomentar la exploración, explotación y para que no se limite la entrada de nuevos actores.
El 15 de junio Michelle Bachelet lideró un Consejo de Gabinete Regional que se realizó en la Intendencia de Arica y Parinacota.
El 16 de junio Michelle Bachelet, firmó un proyecto de Ley que crea AFP estatal. Entre los objetivos de la entidad estatal estuvo en garantizar mayor transparencia.
El 17 de junio Michelle Bachelet, firmó un decreto que establece el Plan Especial de Desarrollo para la región de Magallanes.
El 18 de junio Michelle Bachelet, firmó un decreto que creó dos universidades públicas en las regiones de Aysén y O`Higgins, iniciativas que forman parte de las 56 medidas comprometidas por la mandataria para los 100 primeros días de su segundo gobierno, que justamente se cumplió ese día.
El 15 de junio Michelle Bachelet lideró un Consejo de Gabinete Regional que se realizó en la Intendencia de Arica y Parinacota.
El 16 de junio Michelle Bachelet, firmó un proyecto de ley que crea AFP estatal. Entre los objetivos de la entidad estatal estuvo en garantizar mayor transparencia.
El 17 de junio Michelle Bachelet, firmó un decreto que establece un plan especial de desarrollo para la región de Magallanes.
El 18 de junio firmó un decreto que crea dos universidades públicas en las regiones de Aysén y O`Higgins, iniciativas que forman parte de las 56 medidas comprometidas por la mandataria para los 100 primeros días de su segundo gobierno, que justamente se cumplió ese día.

### Funeral de Estado de Patricio Aylwin

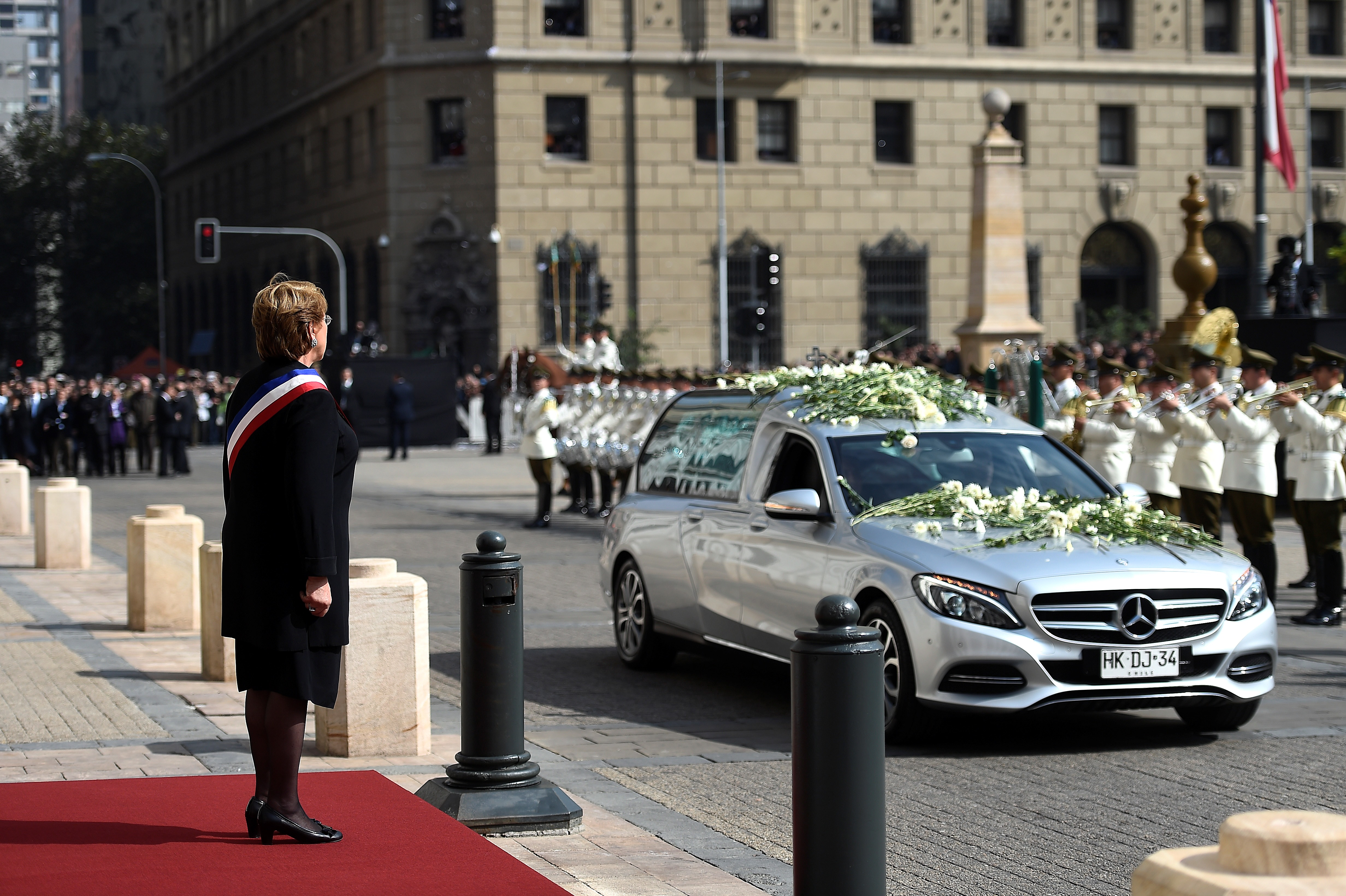
La presidenta Michelle Bachelet rindiendo homenaje al féretro de Patricio Aylwin frente al Palacio de La Moneda, el 20 de abril de 2016.

El 20 de abril de 2016 se llevó a cabo el funeral de Estado del expresidente Patricio Aylwin.

### Crisis de la marea roja en Chiloé de 2016
La crisis de la marea roja en Chiloé, también conocida como «Mayo chilote», fue una catástrofe social, económica y ambiental ocurrida en el archipiélago de Chiloé, sur de Chile, en el otoño austral de 2016, producto de una severa floración algal nociva del dinoflagelado Alexandrium catenella, microalga responsable del fenómeno conocido como marea roja. La floración, que se extendió entre los meses de marzo y abril por todo el mar exterior de la Región de Los Lagos, el litoral interior de Chiloé y el canal de Chacao, afectó a miles de pescadores artesanales de la Isla Grande de Chiloé —además de otras comunas como Calbuco, Maullín y Puerto Montt, la capital regional— debido a la prohibición de extracción de recursos del mar, por estar contaminados con veneno paralizante de los mariscos (VPM).
Los graves efectos económicos y la deficiente respuesta entregada por la administración de Michelle Bachelet —como también el controvertido vertimiento de más de 4600 toneladas de salmón en descomposición frente a la costa de Chiloé, realizado en el mes de marzo por la industria salmonera con la autorización del Gobierno—, provocaron una movilización social sin precedentes en la historia de Chiloé, la cual, mediante bloqueos de rutas y de accesos marítimos a la isla, mantuvo al archipiélago paralizado y aislado del continente por dieciocho días —entre el 2 y el 19 de mayo—. Los bloqueos y protestas terminarían después de que todas las comunas movilizadas llegaran a acuerdos con el Gobierno sobre la ayuda económica, pero la prohibición de extraer recursos se mantendría por varios meses en diversas zonas de la región, debido a la presencia de toxinas.[cita requerida]

## Gabinete ministerial

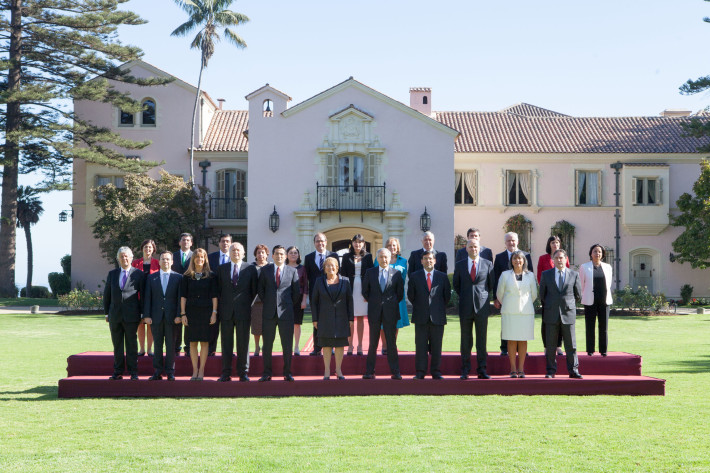
Gabinete ministerial que asumió el 11 de marzo de 2014.

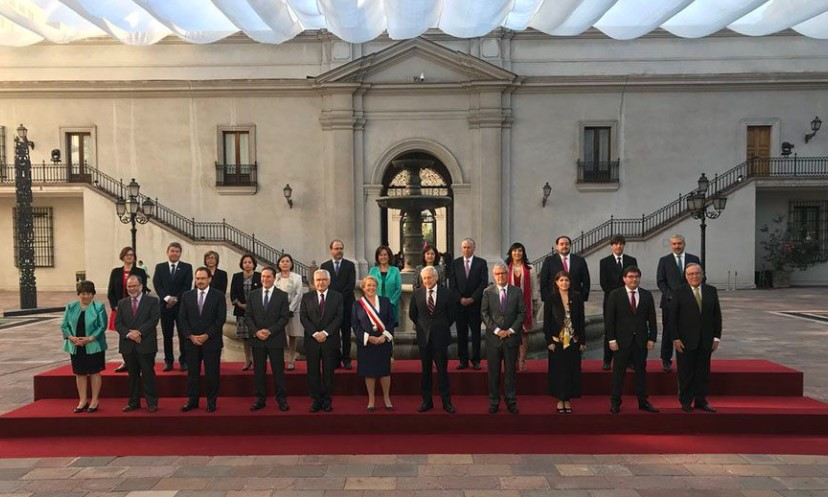
Última fotografía oficial del gabinete de ministros de Michelle Bachelet en el Palacio de La Moneda, el 11 de marzo de 2018.

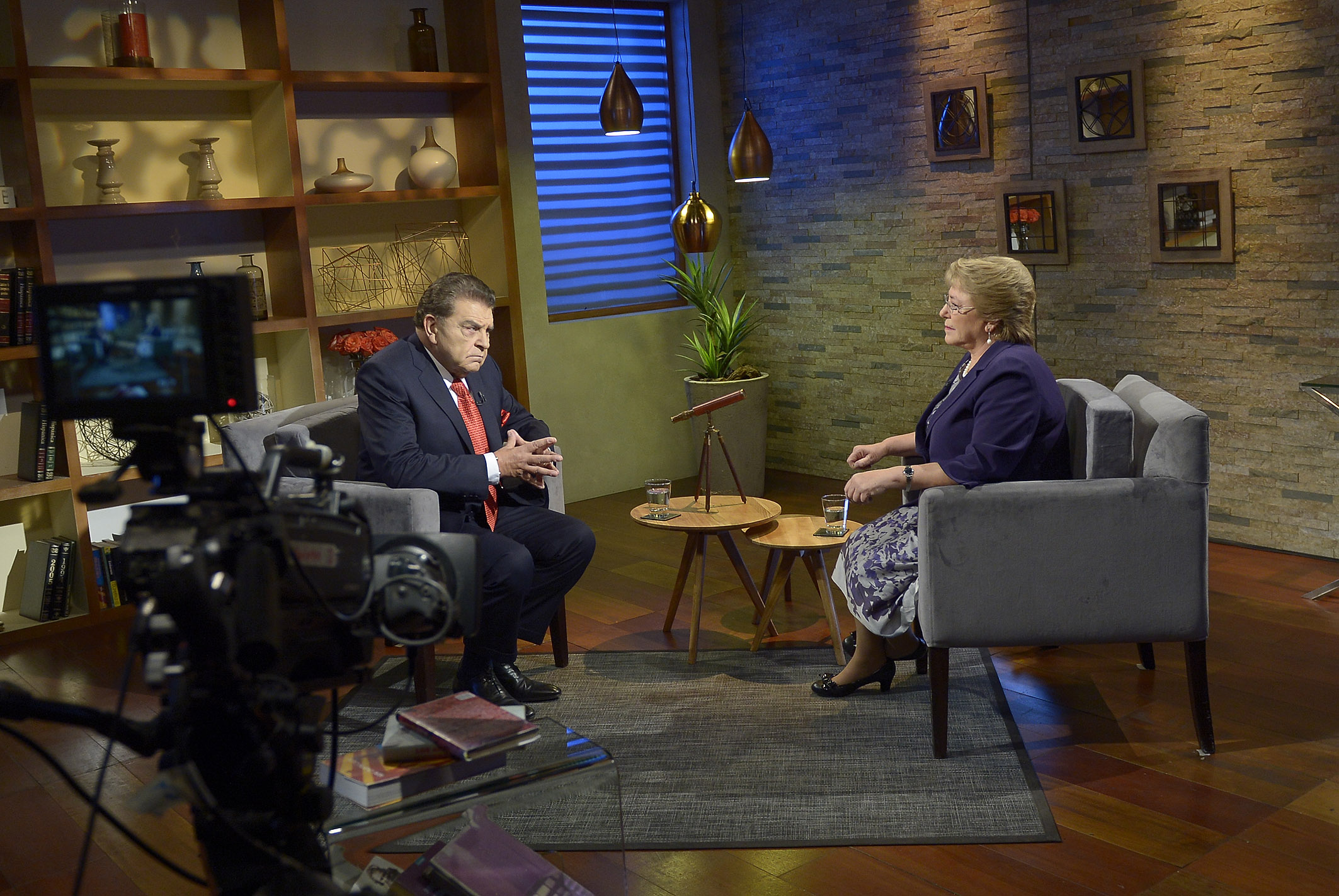
Bachelet anuncia en un programa televisivo que le pidió la renuncia a todos sus ministros, en mayo de 2015.

El 24 de enero de 2014, anunció el que sería su primer gabinete ministerial, que asumió el 11 de marzo de 2014. Al día siguiente de haber asumido como presidenta, encabeza su primer consejo de gabinete en La Moneda. El 6 de mayo de 2015 Bachelet informó en un programa de televisión conducido por Don Francisco que le pidió la renuncia a todos sus ministros y que se tomaría 72 horas para designar su nuevo gabinete.
Finalmente, el 11 de mayo de 2015, el gobierno dio a conocer el nuevo gabinete ministerial.

## Relaciones internacionales

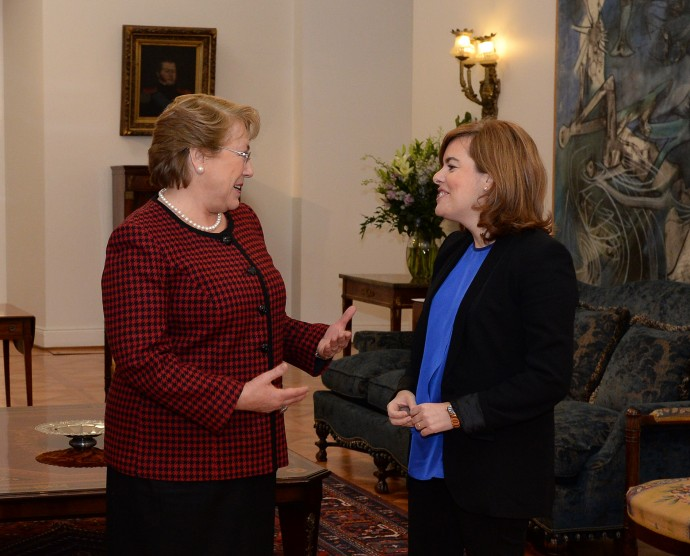
Michelle Bachelet reunida con la vicepresidente de España Soraya Sáenz.

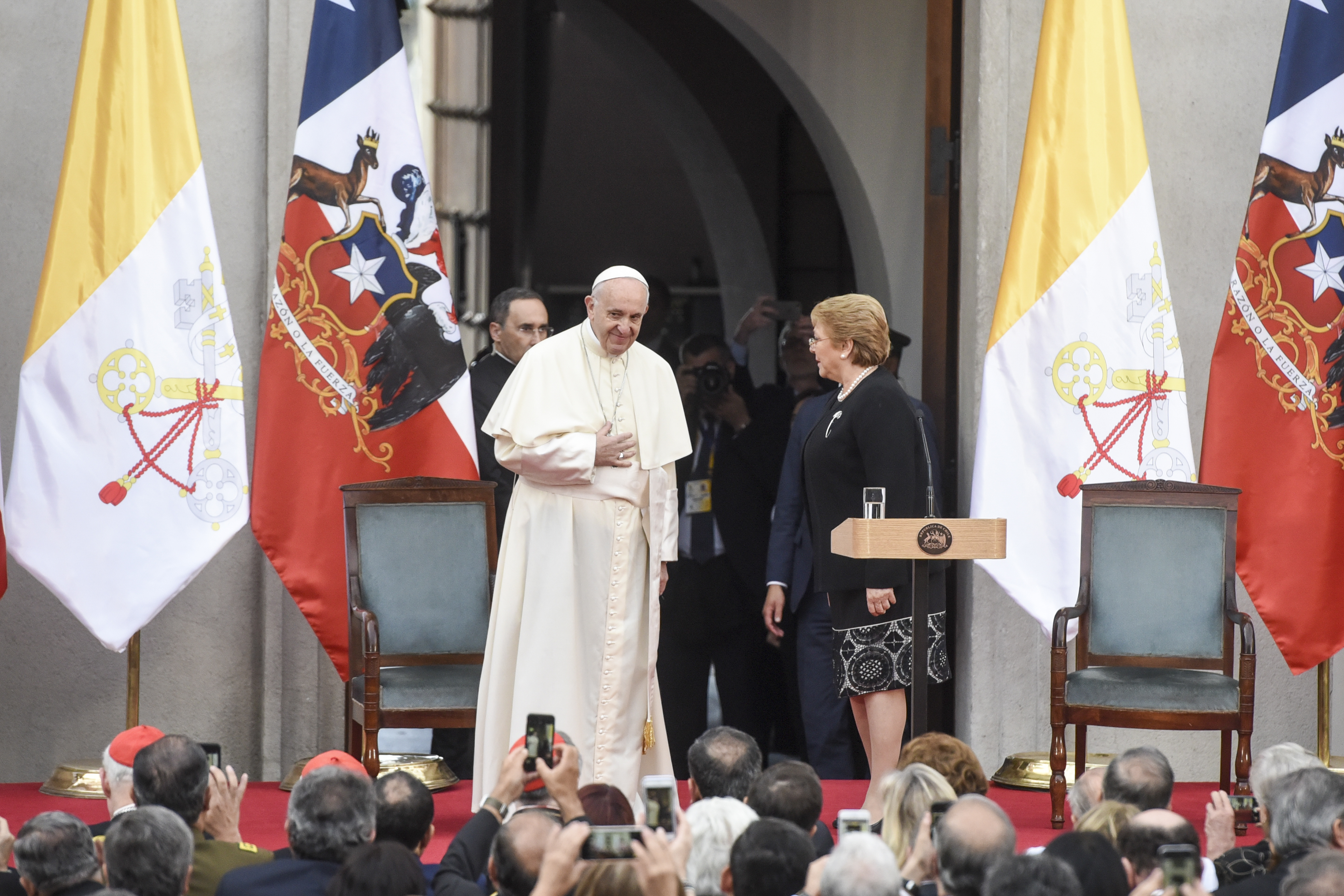
El papa Francisco junto a Bachelet durante su visita apostólica de 2018.

Estuvo programado que el primer viaje de Michelle Bachelet al extranjero sería a Argentina el 15 de abril, como afirmaba el canciller chileno, Heraldo Muñoz, y que después se planificaría un viaje exprés a Uruguay el día 16 de abril. Esos dos viajes se cancelaron debido al incendio que aquejaba en la ciudad de Valparaíso. Es en este contexto que finalmente la visita de Michelle Bachelet a Argentina quedó fijada para el lunes 12 de mayo y se afirmaba que se realizaría solo por un día; a este viaje se sumaría un viaje a Brasil los días 12 y 13 de junio, según fuentes de Cancillería. Michelle Bachelet viaja a Argentina finalmente el 11 de mayo como su primer viaje al extranjero un día antes de lo fijado. En su encuentro se reúne con Cristina Fernández y después se reúne Michelle Bachelet con a los candidatos presidenciables de la oposición de Argentina Mauricio Macri, y Hermes Binner, el 12 de mayo. Mientras estaba en visita Michelle Bachelet firmó un Memorándum de Entendimiento para el Intercambio de Documentación para el Esclarecimiento de Graves Violaciones a los Derechos Humanos con Cristina Fernández.
El 12 de mayo Michelle Bachelet viaja a Brasil llegando en la noche a la Base Aérea de Brasilia. Donde fue recibida por el embajador de Chile en esa ciudad, Jaime Gazmuri. En el marco del Campeonato Mundial de Fútbol 2014, que se inició esos días en Sao Paulo. Ambas mandatarias (Rousseff y Bachelet) firmaron el Memorándum de Entendimiento para Intercambio de Documentos para aclarar graves violaciones a los DD.HH.
Entre los días 19 y 20 de junio, la ciudad mexicana de Nayarit albergó la IX Cumbre de la Alianza del Pacífico, integrada por Chile, Colombia, Perú y México, oportunidad en que el presidente colombiano, Juan Manuel Santos, hizo entrega de la presidencia pro tempore del organismo a su homólogo mexicano, Enrique Peña Nieto, Michelle Bachelet no estuvo excepta de esta cumbre.
El 30 de junio Michelle Bachelet, viajó a Estados Unidos. A través de un comunicado, que dio el portavoz de la Casa Blanca, Jay Carney, se confirmó y ratificó ya que en Washington fue donde se reunió con el presidente de Estados Unidos, Barack Obama.
El 7 de agosto Michelle Bachelet inicia una gira por Sudáfrica, Mozambique y Angola, en busca de recursos energéticos y de relaciones económicas y política. En Sudáfrica, Bachelet fue recibida por su par Jacob Zuma, con quien se reunió teniendo dos ejes claros en su discurso. También recordó al fallecido Nelson Mandela, a quien reconoció como una de sus principales "inspiraciones" en lo que ha sido su carrera política, además de hacer hincapié en las ganas que tiene de fortalecer sus relaciones con el país que le estuvo hospedando y sostuvo un encuentro con la viuda de Nelson Mandela, Graça Machel. En su estadía y durante una conferencia en Ciudad del Cabo anunció la creación de “Beca Nelson Mandela”. Antes de viajar a Mozambique, el 10 de agosto visitó los centros Nelson Mandela Gateway y Robben Island. Este último fue el recinto en el cual estuvo Nelson Mandela. Cerrando así su visita a Sudáfrica.
En Mozambique su visita se convierte en la primera visita de un jefe de Estado chileno desde el establecimiento de relaciones diplomáticas entre los dos países en 1990 y la primera de un mandatario chileno. Bachelet fue recibida en la Base Aérea del Aeropuerto Internacional de Maputo por el ministro de Negocios Extranjeros de Mozambique, Oldemiro Balói, el embajador de Mozambique en la República Federativa del Brasil concurrente en Chile, Manuel Tomás Lubisse, el Cónsul Honorario de Chile en Mozambique, Jorge Valenzuela, entre otros.
Tras su arribo, la presidenta recibió esta tarde el saludo de la comunidad chilena en Mozambique, en una recepción que se realizó en el Hotel Serena Polana, de Maputo.
En ese país visitó el Hospital General de Mavalane en Maputo, donde fue recibida por la directora de salud del estado Páscoa Guate y también por el director del centro asistencial, Guimarães Tembe.
Posteriormente, se trasladó hasta el Palacio de Gobierno en Mozambique, donde se reunió con el presidente Armando Guebuza.
El 11 de agosto Michelle Bachelet, viaja a Angola. Donde fue recibida en el Aeropuerto Internacional 4 de febrero (en inglés, February 4th International Airport) por el ministro de Relaciones Exteriores Georges Chikoty, También visitó el Palacio Presidencial en Luanda donde fue recibida por su homólogo angoleño, José Eduardo Dos Santos, en el marco de su gira por África. Ocasión en que acordaron estrechar sus relaciones comerciales, firmando un documento, en el palacio presidencial de Luanda para recibir petróleo de Angola Allí participó en la ceremonia de apertura de las conversaciones oficiales entre los dos países, para luego sostener un encuentro bilateral privado.
Más tarde Bachelet visitó la sede de la Asamblea Nacional, en el Palacio dos Congresos, para participar en el inicio de la Sesión Solemne Extraordinaria. Tras esta actividad, realizó una visita al Museo Nacional de Historia Militar de Angola, siendo esta su última actividad oficial en el país africano.
En agosto de 2016, Silvia Rucks comienza a ser la coordinadora residente del Sistema de las Naciones Unidas en Chile. Heraldo Muñoz recibió a la coordinadora y le reafirmó el apoyo del gobierno con los Objetivos de Desarrollo Sostenible y la Agenda 2030 de la ONU.

### Corte Internacional de Justicia

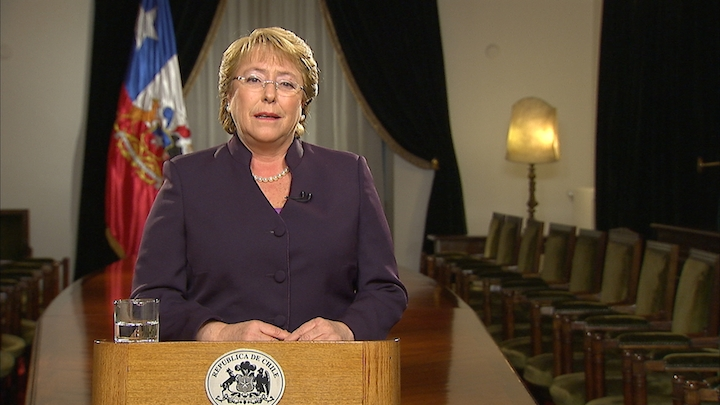
Michelle Bachelet en red voluntaria tomando la decisión de objetar la competencia de la Corte de La Haya, respecto de la demanda interpuesta por Bolivia para conseguir una salida soberana al mar.

El 7 de julio de 2014, Michelle Bachelet dio a conocer la decisión de impugnar la competencia del Tribunal de La Haya, mediante red voluntaria de radio y televisión. Luego de que el Gobierno de Chile ha sometido la memoria presentada por Bolivia a un riguroso análisis, que fue desarrollado por un equipo que reúne a las más destacadas personalidades jurídicas, tanto nacionales como extranjeras.

## Economía

### Reforma Tributaria
El 1 de abril de 2015 Michelle Bachelet envió al Congreso el proyecto de la Reforma Tributaria la más ambiciosa desde el retorno a la democracia. Finalmente el 15 de mayo es aprobado por la Cámara de diputados el proyecto de la reforma tributaria. Es aprobado en general por 72 votos a favor y 48 en contra. La gestión económica de Bachelet alcanzó un 72% de desaprobación en 2015 debido al freno económico que experimentó Chile durante su gobierno.
El proyecto aprobado estableció un alza gradual de los impuestos a las empresas de 20% a 25% al año 2017, y eliminar en 2018 el Fondo de Utilidades Tributarias (FUT), un instrumento para favorecer la inversión que permite a las empresas posponer el pago de impuestos sobre sus beneficios de forma indefinida si estos son reinvertidos.
Otro de los principales puntos es una rebaja del impuesto de la renta de 40% a 35% a las personas con sueldos de más de 10.500 dólares mensuales, y el aumento de la fiscalización contra la evasión, con el que se pretende recaudar un 0,5% del PIB.
La oposición de derecha y el empresariado criticaron el proyecto de ley, que a su juicio manifestó que disminuirá el crecimiento y las inversiones en el país. Razón por lo que el gobierno de Chile más tarde lanzó un video en abril de ese año explicando lo que es la reforma tributaria.
El 8 de julio el Gobierno alcanzó un acuerdo transversal con los senadores de la comisión de Hacienda para aprobar el proyecto de Reforma Tributaria. Renta atribuida, impuesto a alcoholes y atribuciones del Servicio de Impuestos Internos son algunas de las principales modificaciones aceptadas por el Ejecutivo.
El 14 de agosto la Comisión de Hacienda del Senado, aprobó las indicaciones al proyecto de reforma tributaria impulsado por el Gobierno, pasa ahora a la sala del Senado. Días después Sebastián Piñera arremete contra la reforma tributaria que impulsa la administración de Michelle Bachelet, asegurando que, en cuatro años, el fisco perderá más dinero del que se pretende recaudar. Tras acontecer aquello salió al paso de las palabras de Sebastián Piñera la ministra Secretaria General de la Presidencia, Ximena Rincón, declarando que sus dichos “me causaron mucha risa y cuando dice esto de que no está bien que un Presidente le eche la culpa al Presidente anterior se produjo una risotada general: esa era la frase típica de él cuando era Presidente, le echaba la culpa de todo lo que no caminaba al Gobierno anterior”. El presidente del PS, diputado Osvaldo Andrade, mostró también su rechazo a las críticas manifestadas. En un seminario en la Universidad de Los Andes, manifestó que el exmandatario "Piñera está hablando como candidato y, desgraciadamente, está mintiendo como candidato". Rodrigo Peñailillo, Ministro del Interior, mostró su rechazo en duros términos a las críticas manifestadas declarando "dejó la economía a la baja, destruyó la salud pública y las instituciones". Además, le pidió "que se comporte como expresidente". Nicolás Monckeberg, diputado y jefe de bancada de Renovación Nacional, en clara defensa de Piñera le pidió al ministro del Interior, Rodrigo Peñailillo, “que piense menos en Piñera y más en los miles de chilenos que hoy están sufriendo el frenazo de la economía”. Por su parte, el jefe de bancada de los diputados de la Unión Demócrata Independiente (UDI), Felipe Ward, respaldó los dichos de Piñera. Manifestando “no está hablando como candidato, sino que como exPresidente, y dijo una verdad; y las verdades duelen”.
La reforma tributaria busca financiar una reforma educacional, mejorar la distribución de la riqueza y los servicios de salud y recuperar el equilibrio fiscal de las cuentas del Estado. Así el 26 de septiembre de 2014 la presidenta Michelle Bachelet promulgó la ley, entrando en vigencia desde el 1 de octubre de 2014.

### Disminuye crecimiento económico e inversión extranjera directa
A comparación del gobierno de Sebastián Piñera 2010-2014, donde el país creció al 5,3% promedio anual, este segundo gobierno de Michelle Bachelet tuvo un mal desempeño económico: crecimientos económicos del orden de 1-2%. El crecimiento económico en estos cuatro años de gobierno, periodo 2014-2017, fueron los siguientes: 1,9%; 2,3%; 1,6%; y 1,4%. El mal desempeño se explicaría por un entorno económico hostil e incierto proyectado por la administración del gobierno de Bachelet. Entre las varias teorías propuestas para la depresión del crecimiento, como la explicación en la variabilidad cíclica, la explicación minera y la explicación del contexto internacional —las que sin embargo muestran que el país estaba capacitado para crecer al 4,0%— es principalmente la falta de un marco de estabilidad adecuado proeconomía, debido al interés reformulista y poco acogedor del gobierno, la que habría afectado sensiblemente a la inversión extranjera directa (IED). El trienio 2014-16 fue el primero con la IED cayendo cada año desde 1971-73. Incluso registró una caída del 40% de 2016 a 2017, durante el último año de administración.

### Aumenta la deuda pública y el riesgo país
Durante 2017, en pleno gobierno de Michelle Bachelet, la agencia calificadora de riesgo internacional Standard & Poor's rebajó el índice crediticio de riesgo de Chile por primera vez en 25 años. El país pasó de AA- a A+ en rating soberano, y de AA a AA- en deuda de la moneda local. El comunicado expresó las siguientes justificaciones: "La rebaja refleja un prolongado crecimiento económico bajo que ha perjudicado los ingresos fiscales, la contribución del aumento de la deuda por parte del Gobierno, y la erosión del perfil macroeconómico del país".
El entonces ministro de economía Rodrigo Valdés señaló que el origen principal de la rebaja era "el efecto fiscal del menor precio del cobre y del menor crecimiento, tanto en el déficit fiscal, como en el nivel de deuda. También, dijo, se debe al efecto de las demandas de gasto público". Precisamente la agencia recalcó este punto: "la combinación de varios años de bajo crecimiento económico -el PIB per cápita creció solamente un 1,4 % en promedio entre 2013 y 2016- y la fuerte presión política para impulsar el gasto en programas sociales ha contribuido a aumentar el nivel de deuda del Gobierno". Al respecto, Alfredo Moreno, exministro señaló algunas de las implicancias de este indicador: "afecta la calidad de vida de los chilenos, [...] afecta sus oportunidades, sus remuneraciones, la capacidad de generar un empleo con buenas condiciones".
Por aquel entonces el vicepresidente de la UDI, Juan Antonio Coloma Correa manifestó que las reformas tributarias se sumaron a la baja en la calificación: "esta rebaja no es algo casual, es fruto de un mal manejo económico, de reformas que han sido muy dañinas para la economía en todo su espectro, que han debilitado la inversión, la confianza, el empleo y la credibilidad del país, y que se traduce al final, obviamente, en un mayor riesgo, y los mayores riesgos, de alguna manera, implican mayores tasas de interés".

### Índices de competitividad
El 13 de enero de 2018, la prensa interpretó una declaración de Paul Romer, jefe del Banco Mundial (BM), como la aceptación de haberse manipulado deliberadamente a la baja los índices de competitividad de Chile durante el período de Michelle Bachelet, con aparentes motivaciones políticas. Las principales diferencias se vieron entre los gobiernos de Sebastián Piñera y Michelle Bachelet. Sin embargo, posteriormente negó dichos modos de interpretar sus palabras, y aclaró: "En una conversación con un periodista, hice comentarios sobre el informe Doing Business que daban la impresión de que yo sospechaba de una manipulación política o una parcialidad. Esto no fue lo que quise decir o pensé que dije. [...] No he visto ningún signo de manipulación de los números publicados en el informe Doing Business. [...] Quiero hacer una disculpa personal a Chile y a cualquier otro país en el que transmitamos una impresión equivocada". Pese al revuelo de lo anterior señalado, otro índice de competitividad, realizado esta vez por el International Institute for Management Development (IMD), otorgó igualmente una moderada caída en la competitividad nacional, desde el puesto 30 a nivel mundial logrado en 2013, al puesto 35 obtenido en 2017, con el fin del segundo gobierno de Bachelet, pese a que Chile mantuvo su liderato en este ítem en América Latina.

### Salarios
En el primer año de gobierno de Bachelet, los salarios de los chilenos crecieron un 2,4% real. La remuneración ordinaria por hora llegó a los $3.531,16 pesos. Destacaron sectores como Actividades Inmobiliarias, Empresariales y de Alquiler, Industria Manufacturera y Comercio.
El crecimiento de los salarios se desaceleró en 2015, llegando a un 0,8% real. La remuneración ordinaria por hora llegó a $3.810,51 pesos. Sectores como la Hotelería, Transporte y Comunicaciones registraron las mayores alzas en el año.
En 2016 el crecimiento salarial se aceleró, llegando a un 2% anual real. La remuneración ordinaria por hora llegó a $4.007,72 pesos.
En el último año de gobierno, el crecimiento de las remuneraciones se volvió a acelerar, llegando a un 2,3% real anual. La remuneración ordinaria por hora llegó a $4.611 pesos. Sectores como Comercio, Construcción e Industrias manufactureras destacaron entre las mayores alzas.

## Educación

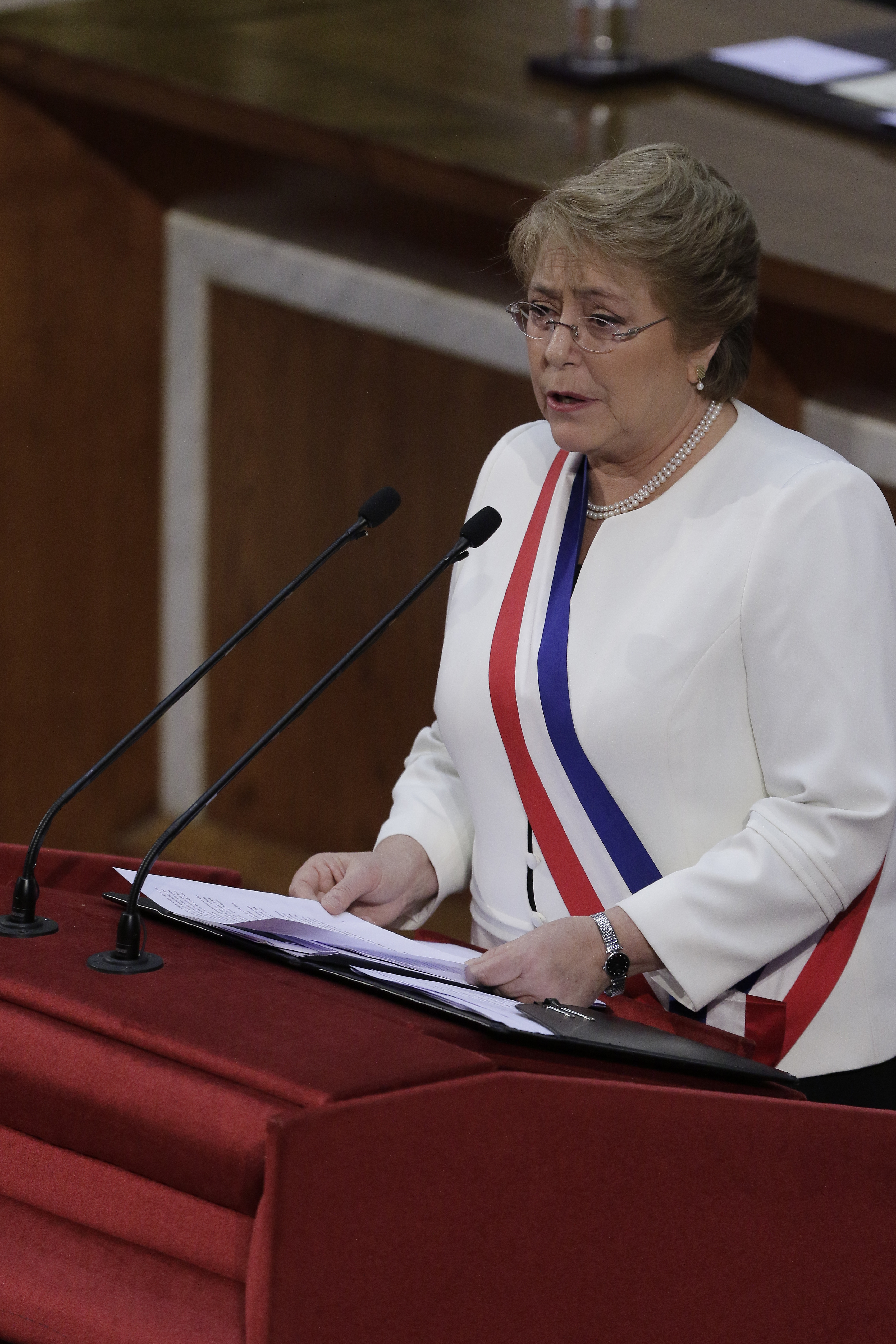
Bachelet en la Cuenta Pública 2015.

El 5 de mayo de 2014, Michelle Bachelet firmó su primer proyecto de ley de su gobierno en materia de educación, que creó la figura de un administrador provisional de universidades en crisis para garantizar la continuidad de clases para sus alumnos.
Se trataba de una ley corta, que preciso y  que aumentó las facultades de un interventor en casos como el ocurrido con la Universidad del Mar, en que miles de estudiantes quedaron a la deriva por una mala gestión de la institución.
Como parte de la Reforma Educacional propuesta por su gobierno, el día 6 de mayo Michelle Bachelet anunció la creación de las primeras 534 salas-cuna, de un total de 4.500, en 382 localidades de Chile. Esta medida, que abarcará todas las regiones del país, estuvo dentro de los 50 compromisos para los primeros 100 días de gobierno.
El 19 de mayo del mismo año firma otros de los proyectos que abordan puntos centrales de la reforma educacional, como terminar con el lucro, la selección escolar, fin del copago, esto con el objetivo de garantizar la gratuidad, así como en la eliminación del lucro y de los procesos de selección en todos los colegios. Meses después, en agosto, la Comisión de Educación de la Cámara de Diputados de Chile votaría en general la iniciativa que regula la admisión de estudiantes en los colegios del país.
A finales de julio Michelle Bachelet, firmó un proyecto de ley que deroga la prohibición de participación con derecho a voto de alumnos y funcionarios administrativos en el gobierno de las instituciones de educación superior, más conocido como DFL2.
A principios de agosto, Andrés Allamand lanzó un polémico video criticando la reforma educacional, días después el Partido Socialista lanzó un video en apoyo a la Reforma Educacional.
El 5 de agosto, Michelle Bachelet encabezó un cónclave de la Nueva Mayoría con ministros y representantes de los partidos de la Nueva Mayoría en el Palacio de Cerro Castillo donde se buscó mejorar la coordinación frente a la reforma educacional.
El 24 de diciembre de 2015, la Cámara de Diputados y el Senado aprobaron la norma mediante la cual las universidades públicas pasarán a ser gratuitas desde 2016 contemplada dentro de la reforma de la educación que el gobierno de Michelle Bachelet lleva adelante. En 2016, la gratuidad irá en beneficio de unos 178 000 universitarios, pero la intención es que hasta 2020 todos los estudiantes de educación superior puedan ser favorecidos. Si bien los institutos profesionales y centros de formación técnica no contarán con la gratuidad, se entregarán 140 000 becas para sus estudiantes, que van desde los 1000 a los 1200 dólares.

## Estructura y aplicación institucional

### Intención de crear Nueva Constitución
El 28 de abril de 2015, Michelle Bachelet anunció que en septiembre se iniciaría un proceso constituyente para la redacción y aprobación de una nueva Constitución Política para el país, en reemplazo de la Constitución de 1980.
A cinco días de entregar el poder, Bachelet anunció en cadena nacional que al día siguiente presentaría al Congreso el proyecto de una nueva Constitución. Tras  cabildos constitucionales con baja participación. Tras cabildos constitucionales con baja participación, llevados a cabo entre el 23 de abril y el 6 de agosto de 2016. No todas las ideas del proyecto surgieron de los cabildos.

### Cambio del sistema electoral
Se inició la tramitación de una reforma que pone fin al sistema binominal. Cuyo proyecto contiene, entre otros aspectos, un incremento de parlamentarios –de 120 a 155 diputados y de 38 a 50 senadores- que permitirá una mejor representación en el Parlamento de todas las regiones del país. También incorpora un sistema de cuotas, que obligará a que la lista nacional de candidatos que presenten los distintos partidos y movimientos políticos en una lista, tenga no menos del 40% ni más del 60% de postulantes de un mismo género.
En junio de 2014 se votó en la Comisión de Legislación de la Cámara, cada uno de sus artículos, en el primer trámite constitucional donde despachó el 90 por ciento del proyecto de ley que cambia el sistema electoral. El gobierno tras conseguir un acuerdo con Amplitud y parlamentarios independientes, para aprobar la reforma al binominal, logra que el cambio al sistema electoral vigente sea aprobado en la Cámara de Diputados, pasando la iniciativa a trámite en el Senado.

### Invocación de la Ley Antiterrorista
El 5 de junio un artefacto explosivo dañó parte de la fachada del Centro de Reinserción de Gendarmería, emplazado en pleno Santiago Centro. El 11, explota un artefacto en una comisaría de Lo Prado. Dos días un artefacto casero, escondido en una mochila, explotó en la estación Los Dominicos de Santiago, con daños a un vagón del Metro pero sin consecuencias a personas, evacuadas a tiempo. Tras una reunión con la Fiscalía, al siguiente día el ministro del Interior, Rodrigo Peñailillo informó que el gobierno decidió ampliar a delito terrorista.
El martes 23 de julio a las 0.15 horas en la parroquia Santa Ana, ubicada en calle Catedral, un artefacto detonó en el frontis. En el lugar se hallaron panfletos alusivos al caso de Mónica Caballero y Francisco Solar, absueltos del caso bombas. El mismo martes a eso de las 07.00 el Gope desactivó una bomba en un jardín del centro de Santiago, y en la madrugada tres vehículos fueron incendiados con pocos minutos de diferencia en distintas calles de San Miguel y en el lugar se encontraron panfletos alusivos al Caso Bombas y otras causas anarquistas.
Otro ataque ocurrió el lunes 8 de septiembre en el centro comercial del metro Escuela Militar, en el sector oriente de Santiago, el cual alertó a las autoridades. Primero, porque ocurrió en un lugar muy concurrido a la hora de almuerzo. Segundo, porque hubo 14 heridos, tres de ellos de gravedad, y una persona incluso perdió dedos de una mano. La reacción del gobierno ante la explosión del metro Escuela Militar, donde una bomba fabricada con un extintor estalló dentro de un basurero, fue inmediata. Se habló de ataque cobarde, la presidenta Michelle Bachelet anunció reformas a la Ley Antiterrorista y el ministro del Interior, Rodrigo Peñailillo, afirmó que el gobierno no descansará hasta dar con los responsables. Bachelet, además, visitó a los heridos más graves y sostuvo que si bien se trató de un ataque terrorista, en Chile no hay terrorismo.
Las críticas fueron en dos direcciones, una por la aplicación de la ley por un suceso en la región metropolitana de la capital con un rasero extremo, mientras por situaciones más graves en la Araucanía no se utilizó este recurso, meses más tarde tras un atentado incendiario contra camiones en La Araucanía el gobierno también activo la ley antiterrorista en el sur de Chile.

### Región de Ñuble
En septiembre de 2017 se publicó la ley que creó la Región de Ñuble junto con sus provincias: Itata, Punilla y Diguillín.

## Diversidades sexuales, aborto, deporte y medio ambiente

### Despenalización del aborto en tres causales
Hasta 1989, el aborto terapéutico en casos de inviabilidad del feto o de peligro para la vida de la madre era permitido, pero casi al final de la dictadura de Augusto Pinochet (1973-1990), este fue prohibido.
En su primer gobierno, la mandataria protagonizó una férrea lucha para conseguir garantizar el acceso a la 'píldora del día después', que le costó impugnaciones ante el Tribunal Constitucional.
En 2012, el Congreso rechazó, con los votos de la derecha y la entonces opositora Democracia Cristiana (PDC) la idea de debatirlo.
El 21 de mayo, la presidenta Michelle Bachelet en su discurso realizado en el Congreso, anunció que el gobierno presentará en el Parlamento, un proyecto de ley que busca despenalizar el aborto en casos de inviabilidad del feto, violación o riesgo para la vida de la madre, este fue uno de los puntos que generó mayor debate en diversos sectores de la Democracia Cristiana, la Alianza y la Iglesia.
La medida, que fue parte del programa de campaña de la Mandataria, tuvo su primer impulso el 29 de abril, durante un encuentro entre la ministra del Sernam, Claudia Pascual, y su par de Justicia, José Antonio Gómez, donde trataron la agenda común entre ambas carteras sobre este punto. Ahí señalaron que estaban trabajando en una ley sobre derechos sexuales y reproductivos, donde se incluía la interrupción del embarazo de manera voluntaria, si se configuraba uno de los tres escenarios descritos.
El 22 de mayo, el Gobierno de Chile anunció que el debate se iniciaría en el segundo semestre de 2014 con el envío de un proyecto de ley "para que en el parlamento se dé una discusión y un debate nacional".
Sebastián Piñera ha manifestado que se opone al proyecto y que no se debe aprobar el aborto en casos de violación e inviabilidad del feto. En cuanto a la Iglesia, el Arzobispo de Santiago, monseñor Ricardo Ezzati mantiene su desacuerdo con el proyecto. En la coalición de la Alianza, casi la totalidad de los senadores UDI y RN firmó un documento que criticó la postura del gobierno que se expuso el 19 de junio en Ginebra. La exsenadora Soledad Alvear, Carlos Massady y el constitucionalista Patricio Zapata, ambos de la DC, también han manifestado su desacuerdo.
El 14 de septiembre de 2017, Michelle Bachelet promulgó la ley de aborto en tres causales.

### Acuerdo de Unión Civil

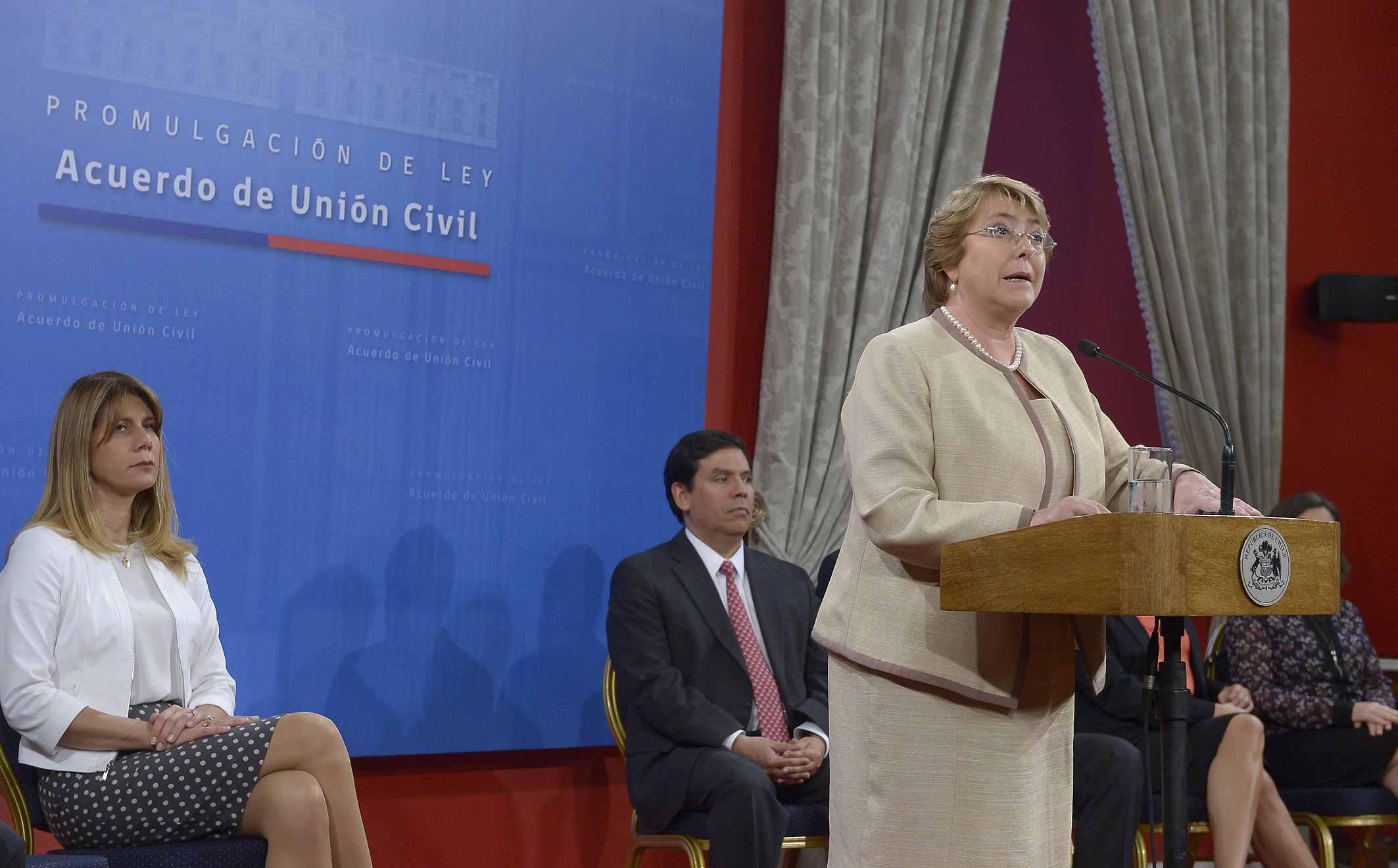
La presidenta Michelle Bachelet en la promulgación de la ley que crea el Acuerdo de Unión Civil, el 13 de abril de 2015.

El proyecto de ley que creó esta figura fue enviado por el gobierno del presidente Sebastián Piñera en agosto de 2011, como «Acuerdo de Vida en Pareja» que dio origen al boletín 7873-07. La iniciativa fue aprobada por el Congreso Nacional en enero de 2015, siendo promulgada por la presidenta Michelle Bachelet el 13 de abril de 2015, tras el control preventivo del Tribunal Constitucional, y publicada el 21 de abril de 2015.
La ley que crea el acuerdo de unión civil constituye la primera norma legal que otorga un reconocimiento legal a parejas del mismo sexo, permitiéndoles a quienes contraigan dicha unión ser consideradas explícitamente como «familias». 
El matrimonio, en tanto, se mantiene definido en el Código Civil como «Un contrato solemne por el cual un hombre y una mujer se unen actual e indisolublemente, y por toda la vida,  con el fin de vivir juntos, procrear y auxiliarse mutuamente», no admitiéndose el matrimonio entre personas del mismo sexo, aunque se hubiere celebrado en otro país, ya que en tal caso no es reconocido como tal en Chile, pudiendo ser reconocidos como acuerdo de unión civil si cumplen con las reglas establecidas en la ley y sus efectos serán entonces los mismos de este acuerdo.

### Medidas para el deporte
El 6 de mayo de 2014, Michelle Bachelet anunció la inversión de 84 mil millones de pesos en recintos deportivo. Los recintos deportivos se tienen programado que comenzarán a construirse el 2015 y que culminarán el 2017, donde en cada año se construirán 10 centros por año. En tanto, para el programa de escuelas deportivas se depositaron 10 mil millones de pesos.

### Creación de nuevas áreas marinas protegidas
Durante el gobierno de Michelle Bachelet, se crearon 8 Parques Marinos y 6 Áreas Marinas Costeras de Múltiples Usos, totalizando 1.318.218 km² de superficie oceánica protegida. Se pasó de un 4,3% a un 42,4% de protección en los océanos nacionales. Antes de finalizar su gobierno firmó también una ley para prohibir el uso de bolsas plásticas en las 102 comunas costeras del país, a fin de evitar la contaminación en los océanos y sus efectos perjudiciales en la fauna submarina, siendo el primer país de América en tomar esta medida, y poniendo en sintonía esta política con los resultados de la Encuesta Nacional del Medio Ambiente de 2016, donde el 92% de la población dijo estar de acuerdo con regular la entrega de bolsas plásticas a cambio de alternativas más biodegradables.

## Inmigración

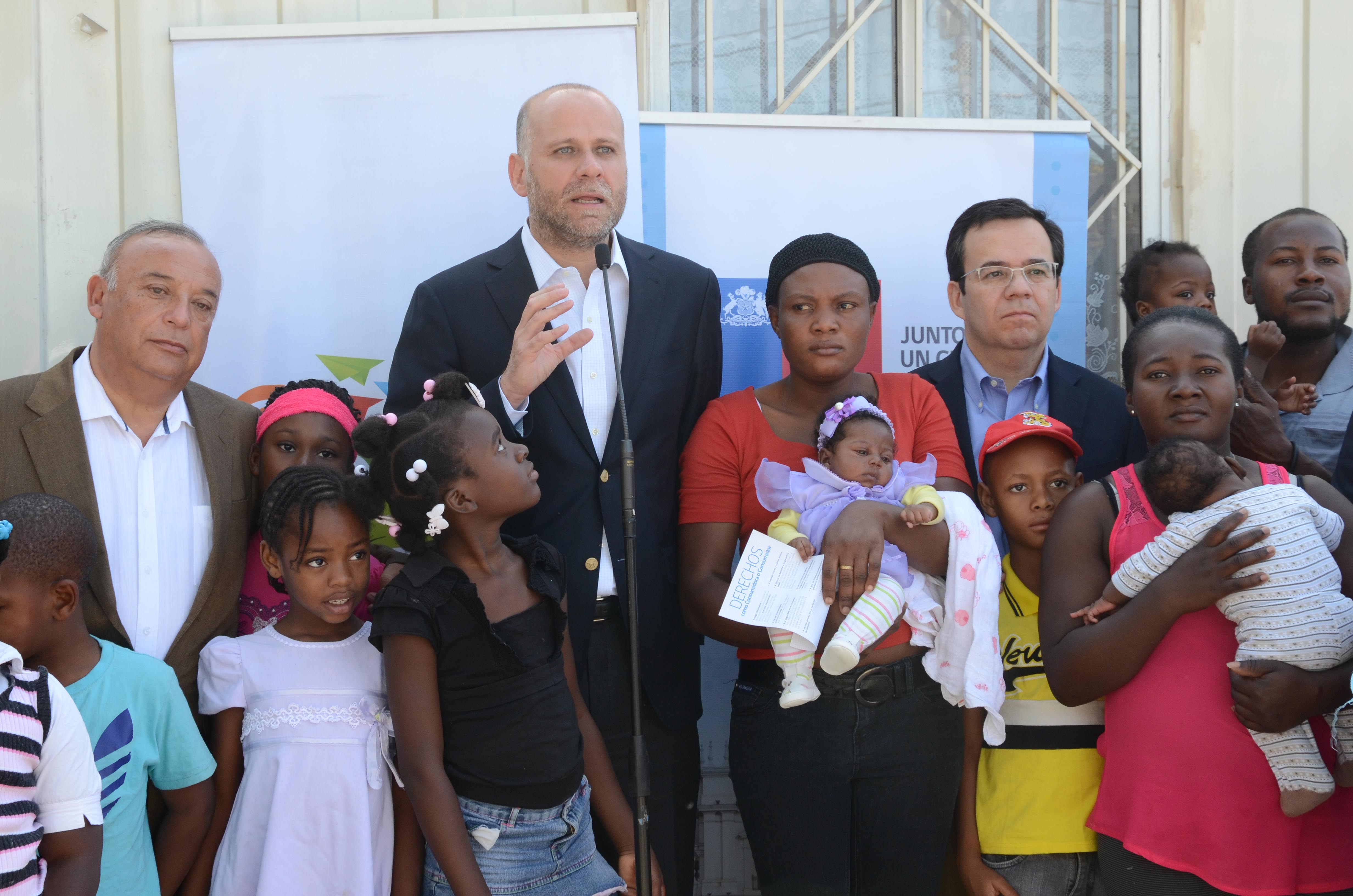
Personeros del gobierno junto a inmigrantes haitianos en 2015.

Durante los años que estuvo en ejercicio este gobierno, la cantidad de inmigrantes viviendo en Chile pasó de 410 988 en 2014 a 1 119 267 en 2017 aumentando así en un 232% y llegando a ser el 6,1% de la población total del país. Aparte del significativo aumento total de inmigrantes, durante ese período las poblaciones extranjeras mayoritarias anteriores al boom migratorio (peruanos, bolivianos y argentinos) no recibieron el mismo aumento que otras (venezolanos, haitianos, colombianos) las visas de venezolanos aumentaron de 8 381 en 2015 a 22 921 en 2016 y finalmente 73 386 en 2017, mientras que los haitianos, con 8 888 visados de entrada en 2015, 23 750 en 2016 y 46 239 en 2017.
La gestión en el área migratoria fue criticada por los sectores políticos contrarios a Bachelet, como por ejemplo, Sebastián Piñera calificó la situación como un "desorden alarmante" refiriéndose a la situación de que gran parte de los inmigrantes entraron como turistas y permanecieron indefinidamente en el país hasta después que esta expiró y que ante esto el gobierno habría sido "permisivo".
También fue criticado el tráfico de personas del cual se vio mayormente afectada la comunidad haitiana, siendo engañada con supuestas oportunidades de trabajo y  siendo traída a través de la polémica aerolínea chilena de bajo costo Latin American Wings (LAW) que existió entre 2015 y 2018. La aerolínea se querelló en 2018 contra agencias de turismo por tráfico de inmigrantes.
Ante esto Heraldo Muñoz comentó que el gobierno tuvo la información de que habían "empresas" en Puerto Príncipe que estafaban a los emigrantes haitianos ofreciéndoles que a cambio de vender sus casas, obtendrían un contrato laboral en Chile, contrato el cual nunca recibirían. Estos abusos causaron al menos 46 000 haitianos se encontraran indocumentados en el país.
En 2017 llegaron 100 mil haitianos a Chile, duplicando la cifra del año anterior. Los inmigrantes llegaron con sobres amarillos que contuvieron documentos personales de cada viajero, entre ellos el pasaporte, la reserva de un hotel y dinero en efectivo para "justificar la solvencia económica de la estadía". Esto entregado por servicios de agencias de viaje que no están enfocadas en el turismo, sino que en la emigración.
Los inmigrantes contaron que a cambio de eso sus familias quedaron amenazadas en Puerto Príncipe. Ellos tuvieron que pagar las remesas y el dinero que les prestaron para sacar la amenaza que pesó sobre sus familias. En marzo de 2018, a días antes de terminar el segundo gobierno de Bachelet, se difundieron las imágenes de un Boeing 767 sin logo con inmigrantes haitianos descendiendo en territorio chileno con los sobres amarillos. El tráfico de inmigrantes es un negocio muy lucrativo para muchas empresas siendo formalizadas por la Fiscalía en 2021 cinco ejecutivos de agencias de viaje, quienes habrían fomentado la llegada de extranjeros bajo la fachada de turismo, cuando en realidad estos buscaban radicarse en el país entre octubre de 2017 y 2018.

El sucesor de Muñoz, Roberto Ampuero comentó sobre la administración de Bachelet que "todos los chilenos recordarán muy bien que llegaban aviones de distintos lugares con personas que decían que venían como turistas y, todo el mundo lo sabía, que venían en realidad a residir y a quedarse en forma permanente en Chile".

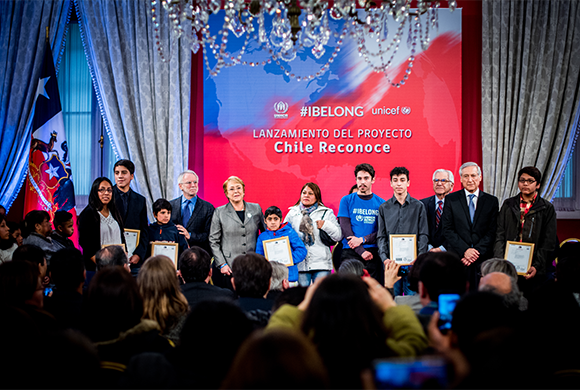
Michelle Bachelet lanzando el proyecto "Chile Reconoce" el cual dio la nacionalidad chilena a hijos de extranjeros transeúntes. El programa tuvo el apoyo de ONGs y el programa de Naciones Unidas, Unicef.

Fuentes más cercanas a Bachelet dicen que se trató el tema con un "enfoque humanitario, de inclusión e integración regional" tal como se planteó en el programa de gobierno. Michelle, entre otras medidas, primeramente  lanzó el programa "Chile Reconoce" en el cual se garantizó la nacionalidad chilena a hijos de extranjeros transeúntes. Este tuvo el apoyo de ONGs y el programa de Naciones Unidas, Unicef.  Posteriormente ingresó un nuevo proyecto de ley que tenía como objetivo regular la estadía de personas extranjeras en Chile, establecer medidas de control de accesos, así como fijar un mecanismo para establecer una política nacional migratoria, pero este proyecto fue rechazado en su totalidad por la Comisión de Gobierno de la Cámara de Diputados.
El 8 de septiembre de 2017 el gobierno inició la construcción de zanjas en pasos fronterizos de Colchane para evitar el paso exclusivamente de vehículos en pasos no habilitados (no así a personas). Posteriormente no se encontraron registros del dinero gastado en las zanjas en la Intendencia de Tarapacá.

## Corrupción

### Caso Caval
En febrero de 2015, la revista Qué pasa publicó un reportaje donde expone que la sociedad Exportadora y de Gestión Caval Limitada, propiedad de Natalia Compagnon, nuera de Bachelet, había recibido un crédito por parte del Banco de Chile por más de US$ 10 millones, el que fue aprobado por la entidad financiera el 16 de diciembre de 2013, un día después del triunfo de Michelle Bachelet en la segunda vuelta de la elección presidencial. Dicho préstamo fue utilizado en la compra de un terreno en Machalí, con el objeto de revenderlo para desarrollos inmobiliarios. Posteriormente se conoció que el crédito había sido tratado en una reunión entre Compagnon, acompañada de su esposo e hijo de Michelle Bachelet, Sebastián Dávalos, con el magnate Andrónico Luksic Craig, vicepresidente del banco. El escándalo fue bautizado por la prensa local como «Caso Nuera Gate».
El 11 de febrero de 2015, Sebastián Dávalos publicó una declaración patrimonial para intentar disminuir las críticas. Sin embargo, la presión de la oposición y de parte importante del oficialismo provocaron que renunciara dos días más tarde a los cargos públicos que por entonces poseía.

### Odebrecht
El exejecutivo del grupo OAS, Léo Pinheiro, investigado y condenado por corrupción en el marco del caso Lava Jato, dijo a la justicia brasileña que presuntamente aportó los fondos para Bachelet por pedido del entonces presidente brasileño Luiz Inacio Lula da Silva. Bachelet negó el vínculo argumentando que "no he tenido nunca un vínculo con OAS, ni con ninguna otra empresa". Cuando la fiscal chilena Ximena Chong viajó a Brasil en marzo de 2017 para interrogar al empresario, éste se acogió a su derecho a guardar silencio.

## Niveles de aprobación y desaprobación
El inicio del segundo gobierno de Michelle Bachelet tuvo una aprobación de 54% según la encuesta Adimark, teniendo un punto más que hace 8 años, y alcanzando un rechazo de su gestión de un 20%. En cuanto a la Reforma Tributaria en este mismo intervalo de tiempo, un 85% de empresarios chilenos está en contra de ella según una encuesta realizada por la Fundación Generación Empresarial. Al desglosar por edades (según un sondeo realizado por la consultora Imaginación y la Universidad Central) se muestra que la mayoría de los adultos jóvenes de 18 a 35 años rechazan la reforma, ya que 48,4 está de acuerdo con la oposición y los empresarios, contra 43,5 que respalda el proyecto del gobierno.
Entre la población de 36 a 55 años, las cifras se equiparan, 46 por ciento a favor y 45,6 en contra, mientras que entre los mayores de 56 años gana terreno el respaldo al ajuste tributario, 49,1 por ciento es partidario del proyecto y 43,8 está de acuerdo con la opinión de sus críticos.
El 24 de abril la revista Time la posicionó como una de las 100 personas más influyentes del mundo. Phumzile Mlambo-Ngcuka, la directora ejecutiva de ONU Mujeres, fue la encargada de escribir sobre Bachelet.
En el mes de abril la consultora Adimark dio unos nuevos resultados sobre su encuesta de la evaluación de la presidenta Michelle Bachelet correspondiente a abril, donde la aprobación alcanzó 53%, mientras que el rechazo escaló 12 puntos para situarse en 32 por ciento. Tras estos resultados, la aprobación de la mandataria bajo en abril solo un punto respecto a marzo pasado, quedando en 53%, pero el aspecto más relevante de la muestra es el alza de la desaprobación hacia la Mandataria que subió ese mes a doce puntos porcentuales para situarse en 32 por ciento. En tanto, el combate a la delincuencia es la peor evaluado con una aprobación de un 20% y una desaprobación del 69%.
En el mes de mayo de acuerdo a la Encuesta Discurso Presidencial, realizada por el Centro de Estudios CorBíoBío, que entrevistó a 380 personas de Concepción, Talcahuano, Hualpén, Chiguayante, San Pedro de la Paz, Penco, Tomé, Coronel, Lota, Los Ángeles, Chillán, Chillán Viejo y Lebu cuyos resultados fueron difundidos el día 12.
La medición indicó que el 52,9% de los habitantes del Biobío creen que Michelle Bachelet no podrá cumplir los anuncios comprometidos en su cuenta pública. Un 52,1% respondió positivamente a la frase “Los anuncios van a beneficiar a la gente como usted”. Mientras que un 37,1% calificó el discurso como “bueno”, un 30,8% como “regular” y un 20,5% como “muy bueno”.
Finalmente, y pese a que más de la mitad de los encuestados estimó que en general los proyectos no podrán ser concretados, el 55,8% respondió positivamente a la pregunta ¿Cree usted que la presidenta Concretará los anuncios sobre descentralización y desarrollo regional?.
En otra encuesta del día 26 de nombre N°19 de Plaza Pública Cadem. Un 70% evalúa como "muy bueno/bueno" el discurso del 21 de mayo de la presidenta Michelle Bachelet.
La aprobación presidencial de Michelle Bachelet alcanzó 55% de aprobación, 6 puntos más que la semana anterior (49%) y revirtiendo una tendencia a la baja que se estaba consolidando durante las últimas 5 semanas.
Los niveles de desaprobación presidencial cayeron de 32 a 28% y además mejoran los atributos de "liderazgo y autoridad" de Bachelet, "relacionado con la impronta republicana que da el tradicional discurso ante el Congreso, que pasa de un 68 a un 73%".
En otro sondeo realizado al día siguiente de parte de Radio Cooperativa, la Universidad Central y la firma Imaginación, el 66,6 por ciento de los chilenos entrevistados es partidario de cambiar el modelo educativo, para hacerlo más inclusivo y gratuito, mientras que el 24,2 por ciento rechaza la propuesta.
Además el 49,4 por ciento de los encuestados ve con satisfacción una reforma tributaria; en tanto, el 37,8 por ciento critica la iniciativa.
El 28 de mayo Michelle Bachelet, fue elegida por la revista estadounidense Forbes en el lugar 25 entre las mujeres más poderosas del mundo de acuerdo al listado que todos los años confecciona esa publicación.
El 30 de mayo un sondeo de Plaza Pública midió el respaldo de la Mandataria, que cayó de 55% a 49%, respecto de la encuesta tras el mensaje presidencial. La Reforma Tributaria en tanto, obtiene una baja en el apoyo ciudadano de 46% a 42%.
En el mes de junio, según la encuesta Adimark, difundido el día 5 la aprobación de la presidenta Michelle Bachelet subió tres puntos y llegó al 56 por ciento de adhesión uno más que en idéntico período de su primer Gobierno (mayo de 2006, 55 por ciento). Mientras que la desaprobación cayó un punto y se ubicó en el 31 por ciento.
En cuanto a la forma en que el Gobierno ha desarrollado su labor, un 54 por ciento de los consultados la aprueba (baja un punto) y un 34 por ciento la desaprueba (sin variación).
En lo referente a los principales atributos de la mandataria, el 82 por ciento afirma que es respetada por los chilenos (aumento de tres puntos), el 78 por ciento cree que cuenta con liderazgo (baja un punto), el 74 por ciento opina que cuenta con autoridad (baja tres puntos) y un 73 por ciento plantea que cuenta con capacidad para solucionar los problemas del país (un punto más).
Por áreas de gestión, la mejor evaluada es relaciones internacionales con un 73 por ciento de aprobación, seguida por cuidado del medio ambiente (51 por ciento) y empleo (50 por ciento). Las con menor aprobación son delincuencia (22 por ciento), Transantiago (31 por ciento) y corrupción de organismos del estado (31 por ciento).
En un sondeo del mes de junio dado a conocer el 3 de julio de 2014 por la encuesta Adimark. El respaldo a la jefa de Estado no presentó diferencias significativas al mes de mayo, alcanzando un 58% de adhesión. La desaprobación, en tanto, se situó en un 32%, lo que tampoco representa una variación estadísticamente significativa.
Los atributos presidenciales se mantienen bien evaluados, todos por sobre el 65%. Variaciones importantes hubo en los atributos “Es creíble” que subió 4 puntos obteniendo un 73% y “Cuenta con capacidad para solucionar los problemas del país” con un 59%. En tanto, el atributo de la Mandataria que fue mejor evaluado fue "Es respetada por los chilenos", donde el sondeo registró un 85% de apoyo.
La identificación con el gobierno volvió a subir, esta vez en 5 puntos y llegó al 55%. La identificación con la oposición, por el contrario, bajó nuevamente y llegó al 21%.
En cuanto a las áreas de gestión, el manejo de las relaciones internacionales se mantienen como la mejor evaluada (76%), seguido por la economía (51%). La educación baja de un 42 a un 38 por ciento, lo que se condice con la baja en la adhesión a la reforma educacional, y el respaldo al ministro Eyzaguirre.
Según la encuesta Plaza Pública realizado entre el 23 y el 25 de julio y dado a conocer el día 28. Michelle Bachelet marca un 54% de las preferencias de la gente versus un 31% de desaprobación.
En otra encuesta dado a conocer el 7 de agosto de acuerdo a la encuesta Adimark, señala una baja de 4 puntos respecto del mes anterior similar a lo que marcó al iniciar su gestión en marzo. La estadística entrega datos para, pese al leve descenso en su aprobación, Bachelet celebre que dispone de un nivel de respaldo 11 puntos más alto que la que tenía en el mismo período de su primer mandato: en julio de 2006 marcó 43%.
Los niveles de aprobación de la presidenta Michelle Bachelet se mantienen a la baja durante los primeros días de septiembre de 2015 alcanzando un 22% de aprobación, según arrojó la encuesta semanal Cadem. En tanto, la desaprobación de la forma en que la Mandataria está conduciendo su administración aumentó en 2 puntos porcentuales en relación con la anterior semana llegando a un 70%.
A su vez, un 75% considera que la presidenta ha hecho un mal Gobierno y un 63% asocia a la Mandataria con sentimientos negativos. Un 29% considera que la desilusión es el sentimiento que mejor refleja lo que piensa de la jefa de Estado, un 19% la asocia con desconfianza y un 15% con rabia.
Sobre la reforma tributaria, un 56% está en desacuerdo mientras que un 23% aprueba la iniciativa legal. En tanto, un 60% está en desacuerdo con la reforma educacional frente a un 31% que la aprueba. Además, un 48% desaprueba la reforma laboral y un 30% está de acuerdo con la iniciativa.